# Günther Neutze
Günther Neutze (5 de marzo de 1921 - 26 de febrero de 1991) fue un actor teatral, cinematográfico y televisivo de nacionalidad alemana.

## Biografía

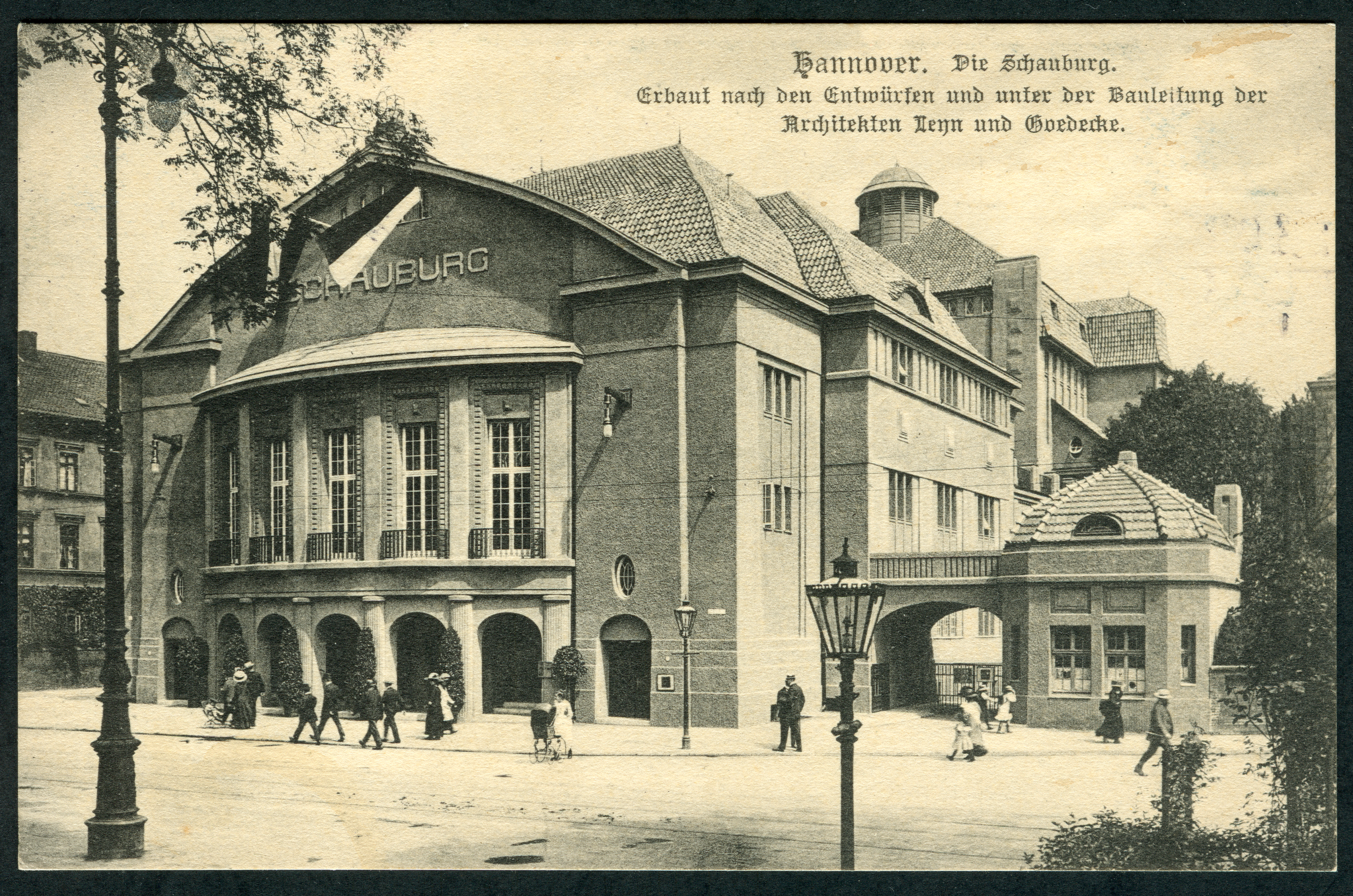
El Schauburg, en Hannover, primer teatro en el que actuaron los hermanos Neutze

Nacido en Hannover, Alemania, Günther Neutze era el hijo mayor de un funcionario, y hermano de los también actores Hanns Lothar y Horst Michael Neutze. Al igual que sus hermanos, estudió en la Lutherschule de Hannover. Se encontraba todavía estudiando, cuando trabajó como extra en el Teatro Schauburg de su ciudad natal, iniciándose así, al igual que sus hermanos, en la interpretación. Tras seguir clases privadas de actuación, tuvo su primer compromiso teatral en Aschaffenburg.
Tras el final de la Segunda Guerra Mundial, en la cual fue prisionero de la Unión Soviética en 1947 obtuvo trabajo como actor en el Landestheater de Hannover. Fue, además, un estimado actor de carácter del Teatro Ballhof bajo la dirección de Kurt Ehrhardt, que apreció la inusual versatilidad de Neutze. En ese teatro actuó con Bernhard Minetti, Rolf Boysen, Heinz Bennent, Elfriede Rückert, Hansjörg Felmy, además de con su hermano,  Hanns Lothar.
Entre 1951 y 1952, Günther Neutze actuó en la Ópera Estatal de Braunschweig, trabajando después otra vez en Hannover, pero también en Bremen y en el Festival de Bad Hersfeld. Sin embargo, Neutze actuó pocas veces fuera de Hannover.
Actuó una única vez en el cine junto a sus hermanos, en la película de Jürgen Roland Polizeirevier Davidswache (1964). Dos años más tarde pudo escucharse al trío en la radio, en la emisión de la pieza criminal Reiche Leichen sind die Besten, de Harald Vock. Hanns Lothar y Neutze fueron protagonistas de un telefilm, Flug in Gefahr, basado en una novela de Arthur Hailey.

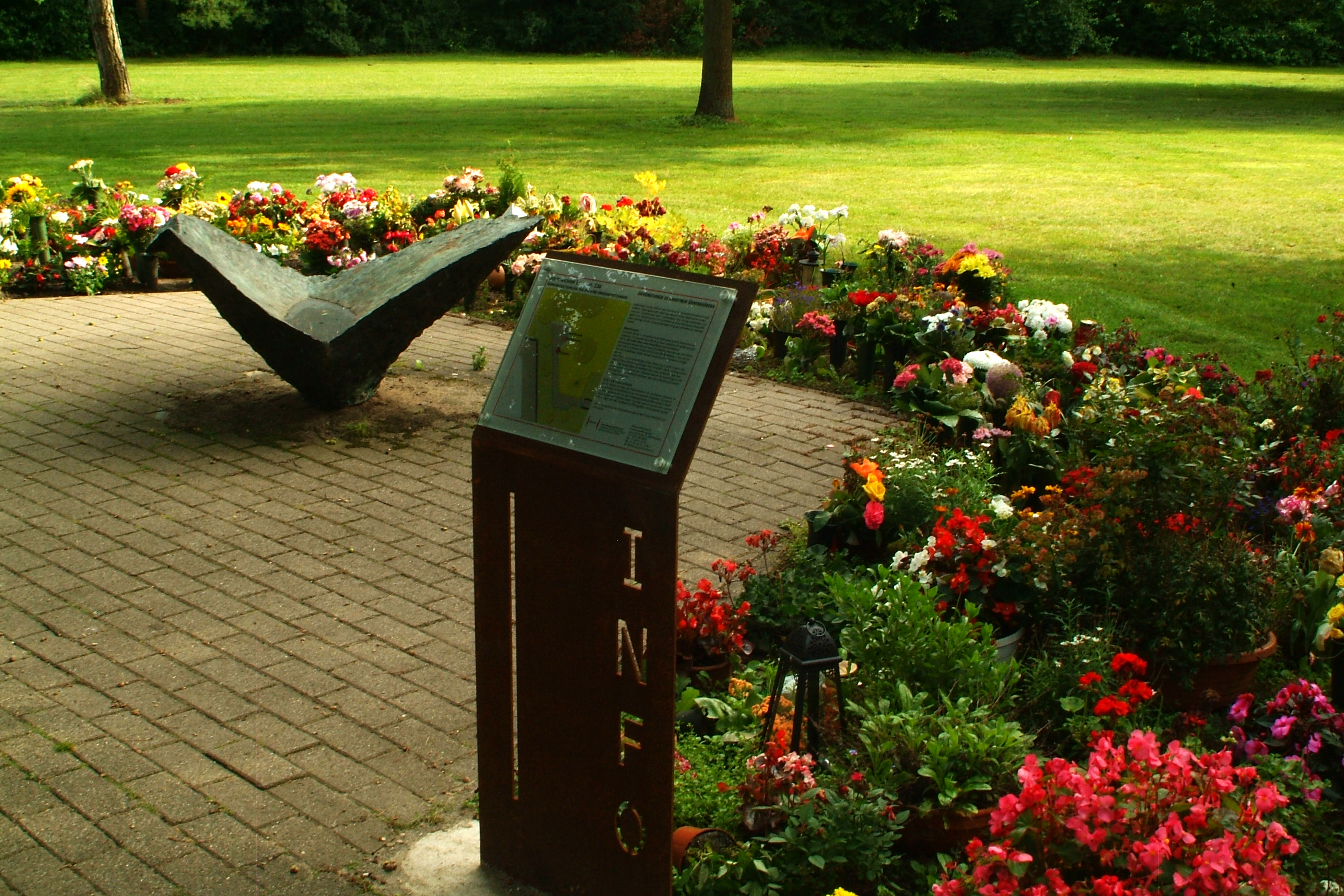
Günther Neutze está enterrado en el Cementerio de Lahe

Además, Neutze fue un brillante locutor radiofónico, prestando su voz a populares programas como Am Morgen vorgelesen.
El actor, enfermo de corazón, se retiró en 1983, habiendo sufrido en 1979 un colapso durante una gira teatral. Falleció en Hannover en e año 1991. Dejó dos hijos, Michael (Mischa) y Brigitte. Sus restos fueron enterrados en el Cementerio de Lahe, en Hannover, en un campo de tumbas anónimas.

## Filmografía (selección)
- 1957 : Der Geisterzug (TV)
- 1960 : Kai aus der Kiste (TV)
- 1962 : Stahlnetz (serie TV), episodio Spur 211
- 1963 : Sacco und Vanzetti (TV)
- 1963 : Der schlechte Soldat Smith (TV)
- 1964 : Flug in Gefahr (TV)
- 1964 : Polizeirevier Davidswache
- 1964 : Marie Octobre (TV)
- 1964 : Das Kriminalmuseum (serie TV), episodio Tödliches Schach
- 1964 : Das Kriminalgericht (serie TV), episodio Der Fall Nebe
- 1965 : Die fünfte Kolonne (serie TV), episodio Libelle bitte kommen
- 1966 : Das Kriminalmuseum (serie TV), episodio Der Barockengel
- 1966 : Die Gentlemen bitten zur Kasse
- 1966 : Adrian der Tulpendieb (serie TV)
- 1967–1973 : Dem Täter auf der Spur (serie TV)
- 1967 : Im Busch von Mexiko (serie TV), episodio Das Rätsel B. Traven
- 1968 : Das Kriminalmuseum (serie TV), episodio Das Goldstück
- 1968 : Ein Sarg für Mr. Holloway (TV)
- 1968 : Funkstreife XY – ich pfeif’ auf mein Leben
- 1969 : Spuk im Morgengrauen (TV)
- 1969 : Zehn kleine Negerlein (TV)
- 1969 : Die Engel von St. Pauli
- 1970 : Baal (TV)
- 1970 : The Last Escape
- 1970 : Der Kommissar (serie TV), episodio Parkplatz-Hyänen
- 1972 : Die rote Kapelle (miniserie TV)
- 1975 : Stellenweise Glatteis (TV)
- 1976 : Vier gegen die Bank (TV)
- 1977 : Derrick (serie TV), episodio Tote im Wald

## Radio
- 1968 : Michael Brett: Der Fall Lancester, dirección de Günther Sauer (SDR)